# 332733 Drolshagen
332733 Drolshagen este o planetă minoră (asteroid) din centura de asteroizi. A fost descoperită pe 21 septembrie 2009 la Observatorio Astronómico de La Sagra⁠(d) de Observatorul Astronomic din Mallorca⁠(d). 
Obiectul prezintă o orbită caracterizată de o semiaxă mare de 2,3289503907619 UAi, o excentricitate de 0,03, o înclinație de 8,5 ° în raport cu ecliptica.